# СУ-76И
СУ-76и — середня (за масою) радянська самохідна артилерійська установка (САУ) класу штурмових гармат на базі захоплених Червоною армією німецьких танків Pz Kpfw III і штурмових гармат StuG III.
Індекс «і» в позначенні СУ-76и позначає іноземну базу, що використовувалася для самохідки. Насправді, САУ була прийнята на озброєння під позначенням «СУ-1». У післявоєнних виданнях зустрічаються також позначення «СУ-76 (З-1)» або «СУ-76и». Машини цієї марки серійно випускалися на Московському заводі № 37 з березня 1943 року. На відміну від раніше виготовлених самохідних гаубиць, рубка в новій САУ отримала похилі борти, що підвищувало їх міцність.

## Історія створення
У січні-лютому 1943 року почали відбуватися масові аварії трансмісії прийнятих на озброєння САУ СУ-76. Причиною цих аварій була паралельна установка двох спарених двигунів, що працювали на загальний вал, що призводило до виникнення резонансних крутильних коливань. Дефект був визнаний конструкційним, і для його ліквідації потрібно багато часу. Таким чином, в лютому 1943 року велика частина СУ-76 потребувала ремонту і не могла використовуватися для ведення боїв. Червона Армія виявилася позбавленою найбільш необхідних 76-мм самохідних дивізійних гармат.

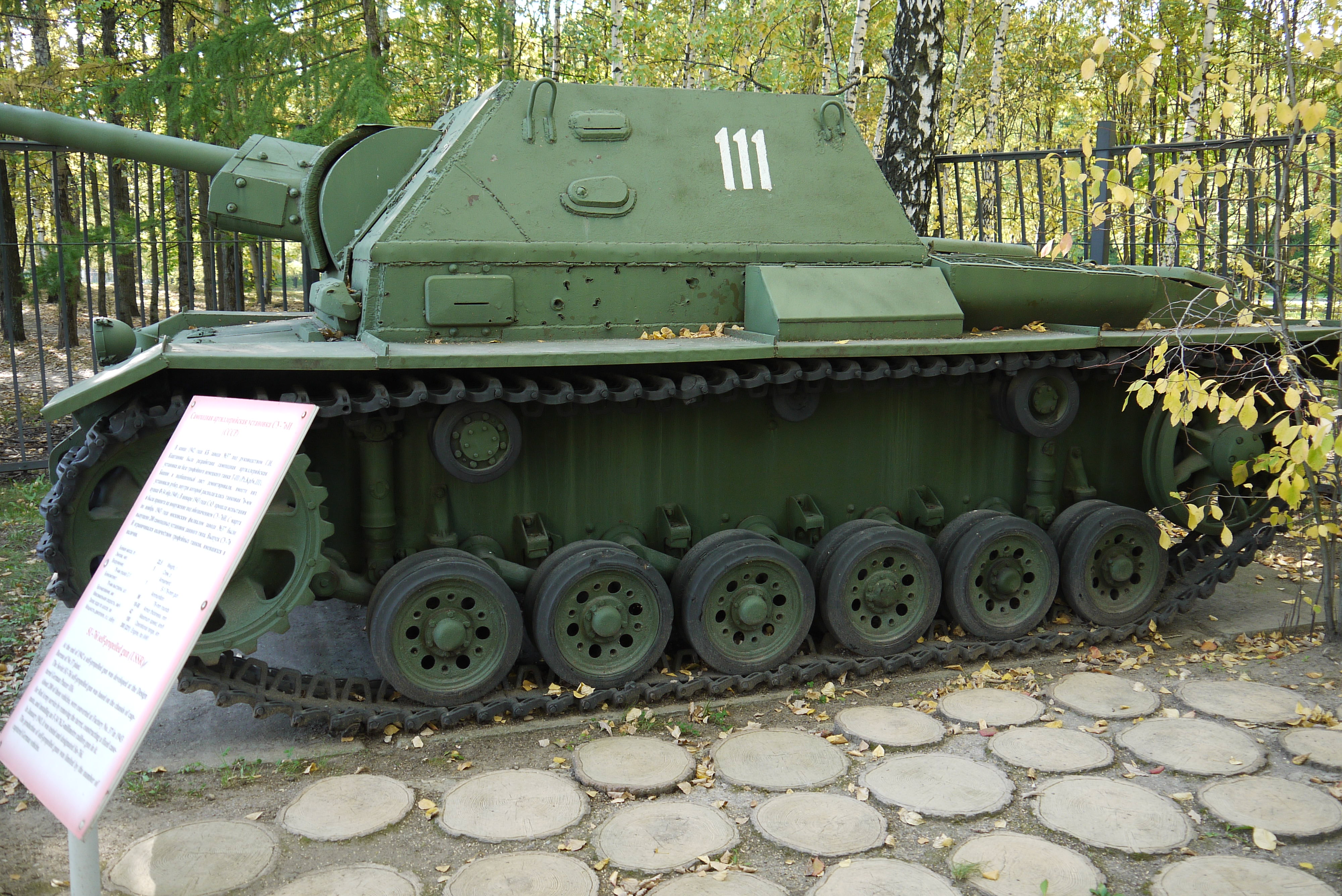
В музеї

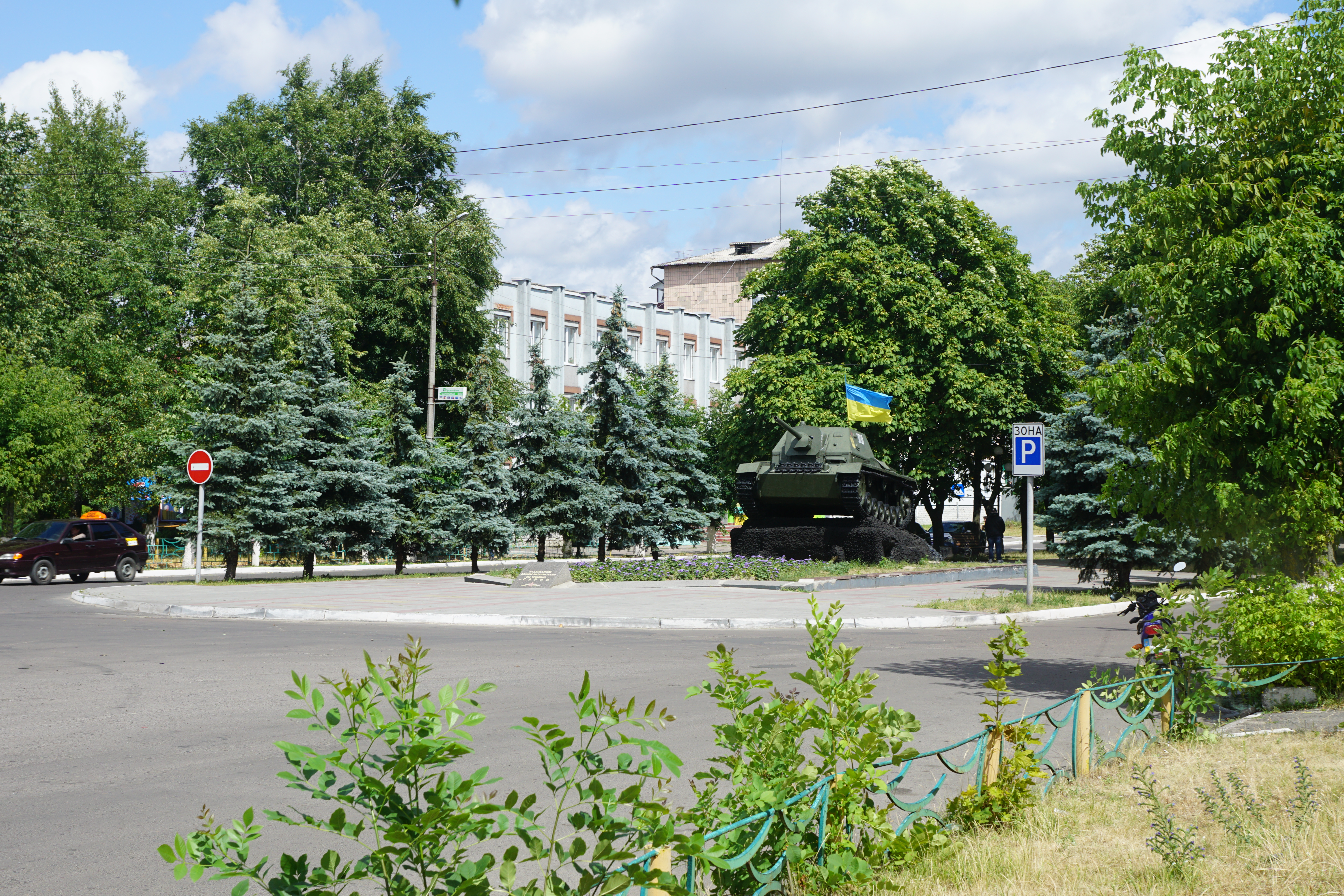
На постаменті у Сарнах

Терміново необхідно було знайти тимчасове рішення по виготовленню самохідних 76-мм гармат до літньої кампанії 1943 року. І тут в пригоді стала пропозиція Каштанова про переозброєння СГ-122 76-мм дивізійною гарматою. Крім того, за донесеннями трофейних служб, після закінчення Сталінградської битви на ремонтні підприємства Наркомату танкової промисловості (НКТП) і НКВ було доставлено понад 300 німецьких танків і САУ. Рішення про підготовку серійного виробництва штурмової 76-мм САУ підтримки на трофейному шасі було ухвалене 3 лютого 1943 р.
Конструкторський колектив Каштанова був переведений в Свердловськ, на територію евакуйованого заводу № 37 та наказом по НКТП був перетворений в конструкторське бюро і почав доопрацювання проекту СГ-122. Часу було мало, так як дослідний зразок САУ повинен був бути готовий до 1 березня. Тому креслення багатьох вузлів виготовляли вже заднім числом, обміряючи створений в металі дослідний зразок.
На відміну від раніше виготовлених самохідних гаубиць, рубка в новій САУ отримала похилі борти, що підвищувало їх міцність. Спочатку планувалося встановити в бойовому відділенні САУ 76,2-мм гармату ЗІС-3 на верстаті, укріпленому на підлозі, але така установка не забезпечувала надійного захисту гарматної амбразури від куль і осколків, так як при підйомі й повороті гармати в щиті незмінно утворювалися чималі щілини.
Але ця проблема була вирішена установкою замість 76-мм дивізійної гармати спеціальної самохідної 76,2-мм гармати С-1. Ця артилерійська система була спроектована на базі конструкції танкової гармати Ф-34 і була дуже дешевою. Вона розроблялася для легких дослідних САУ заводу ГАЗ. Від Ф-34 нова гармата відрізнялася наявністю карданної рамки, котра дозволяла встановлювати її безпосередньо в лобовий лист корпусу і визволяла корисний об'єм у бойовому відділенні.
15 лютого 1943 р. начальник Відділу Головного Конструктора НКТП С. Гінзбург доповідав наркому про те, що «… завод № 37 почав виготовлення дослідного зразка 76-мм самохідної штурмової гармати С-1…» А 6 березня дослідний зразок нової САУ вийшов на заводські випробування.

### Роботи у Свердловську
Установка була виконана за компонувальною схемою з переднім розташуванням суміщених відділень трансмісійного і управління, і кормовим моторним відділенням. Бойове відділення було розташоване в середній частині корпусу, над яким розміщувалася броньова рубка із встановленим озброєнням. Відділення керування та трансмісії, у якому розміщувався механік-водій, безпосередньо з'єднувалося з бойовим відділенням.
Моторне відділення було відокремлене від бойового перегородкою, в якій був люк для доступу до двигуна, що закривався дверцятами. У бойовому відділенні (праворуч від гармати) розміщувався командир, зліва попереду — навідник, ззаду якого на кожусі вала трансмісії — заряджаючий.
Посадка і вихід екіпажу здійснювалися через люк, що закривався двостулковими броньовими кришками і розташовувався в кормовому листі і даху рубки.
Для спостереження за полем бою і водіння машини у механіка-водія на лобовому і лівому бортовому аркушах корпусу були оглядові люки з триплексом і броньовою заслінкою.
Інші члени екіпажу вели спостереження за полем бою, використовуючи командирську панораму ПТК та оглядові щілини, розташовані в лобовому і бортових листах броньової рубки, що також були обладнані броньовими заслінками.

### Можливості основного озброєння
Кути вертикального наведення гармати становили від −5 до +15°, по горизонталі — в секторі ±10°. Для стрільби використовувалися телескопічний приціл ТМФД-7 і приціл від 76,2-мм гармати ЗІС-3. Швидкострільність становила 5-6 постр./хв. До боєкомплекту установки входили 96 унітарних пострілів зі сталевою осколково-фугасною далекобійною гранатою (ОФ-350, 350А, Ф-354), бронебійно-трасуючим снарядом (БР-350А, БР-350Б, БР-350СП), кумулятивним снарядом (БП-353А), підкаліберним бронебійно-трасуючим снарядом (БР-354П), кульовою шрапнеллю (Ш-354, Ш-354Т та Ш-354Г) та картеччю (Щ-350).
Постріли розміщувалися: 48 шт. — в правому задньому куті рубки на горизонтальному стелажі, 38 шт. — на вертикальних стійках уздовж лівого борту і 10 шт. — у вертикальній стійці уздовж правого борту. Крім того, в бойовому відділенні вкладалися два 7,62-мм пістолета-кулемета ППШ з боєкомплектом 1000 патронів і 20 — 25 ручних гранат Ф-1.

## Особливості конструкції
Перші самохідки мали досить «спартанський» вид. Їх бойова рубка була зварена з бронеплит товщиною 35 мм в лобовій частині і 25-мм або 15 мм в бортах і кормі. Броньовий захист забезпечував захист екіпажу і внутрішнього обладнання від вогню великокаліберних кулеметів і осколків снарядів. Дах рубки спочатку кроївся з цільного листа і кріпився болтами. Це полегшувало доступ в бойове відділення САУ для проведення ремонту, але після боїв літа 1943 р. на багатьох САУ дах був демонтований для поліпшення населеності.
В бортах корпусу в районі бойового відділення, всередині гусеничного обводу (при використанні бази танка Т-III) були два аварійних люка, що причинялися броньовими кришками. У кормовому листі корпусу для заводної рукоятки інерційного стартера був зроблений спеціальний люк, що теж закривався броньовою заслінкою. Рубка мала форму зрізаної піраміди з раціональними кутами нахилу броньових листів і кріпилася до корпусу машини за допомогою болтів. Стик броньової рубки та корпусу машини був посилений наварними броньовими накладками товщиною 10 мм.
Для стрільби з пістолета-кулемета ППШ у лівому і правому бортах, а також у лівій стулці кормового люка рубки були виконані отвори, що закриваються броньовими заслінками. Крім того, в лобовому аркуші рубки для цієї мети також був круглий отвір, що причинявся броньовою пробкою.
На частині самохідних установок (близько 20 машин) — командирських машинах з серпня 1943 р. на даху рубки праворуч над спеціальним спонсоном встановлювалася командирська башточка із вхідним люком, конструкція якої була запозичена у німецького танка Т-III. На цих машинах встановлювалася радіостанція підвищеної потужності, внаслідок чого боєкомплект до гармати був скорочений.

## Рушій
У моторному відділенні стояв карбюраторний чотиритактний дванадцятициліндровий V-подібний двигун «Майбах» HL120TRM рідинного охолодження потужністю 300 к. с. (221 кВт) з двома карбюраторами «Солекс». Пуск двигуна проводився за допомогою електростартера «Бош» типу BNG потужністю 4 к. с. (2,9 кВт) або вручну — за допомогою інерційного стартера. У системі запалювання використовувалося магнето «Бош» типу 1012L14 або вітчизняного виробництва БСМ-12Ш. Для доступу в моторне відділення в його даху були зроблені чотири люка, що закривалися броньовими кришками.
Залежно від модифікації використовуваного шасі трофейного німецького танка Т-III на установці застосовувалися коробка передач і головний фрикціон фірми «Майбах» двох типів: механічна шестиступінчаста коробка передач ZF «Афон» SSG77 (шість передач переднього ходу і одна передача заднього ходу) і сухий тридисковий головний фрикціон з механічним керуванням або механічна безвальна десятиступінчаста коробка передач «Майбах Варіорекс» SRG 328145 з синхронізуючим пристроєм і напівавтоматичним пневмогідравлічним преселекторним управлінням (десять передач переднього ходу й чотири передачі при русі заднім ходом) і дводисковий головний фрикціон, що працював в маслі.
При використанні шестиступінчастої коробки передач головний фрикціон встановлювався на двигуні в моторному відділенні. Передача крутного моменту від двигуна до коробки передач здійснювалася з допомогою вала трансмісії, що проходить через бойове відділення.
У відділенні керування та трансмісії встановлювалися коробка передач (при використанні десятиступенчатой коробки) і зібраний з нею головний фрикціон, одноступінчаті планетарні механізми повороту з опорними гальмами, поперечні карданні вали, гальма управління і приводи керування самохідної установкою. При застосуванні шестиступінчастою коробки передач, могли використовуватися два типи управління гальмами: механічний і гідравлічний. Зовні в передній частині бортів корпусу в броньових картерах розміщувалися бортові редуктори.
До системи підресорювання входили індивідуальна торсіонна підвіска, гумові обмежувачі ходу балансирів для всіх опорних котків і гідравлічні амортизатори на крайніх опорних ковзанках. До складу гусеничного рушія входили два провідних колеса переднього розташування зі знімними зубчастими вінцями, дванадцять двосхилих опорних і шість двосхилих підтримуючих котків з зовнішньої амортизацією, два напрямні колеса з механізмами натягу гусениць і дві гусениці з шириною трака 380 мм.

## Озброєння
Спочатку планувалося встановити в бойовому відділенні САУ 76,2-мм гарматою ЗІС-3Ш (Ш — штурмова), саме ця модифікація гармати встановлювалася на серійні САУ СУ-76, СУ-76М на верстаті, укріпленому на підлозі, але така установка не забезпечувала надійного захисту гарматної амбразури від куль і осколків, так як при підйомі й повороті гармати в щиті незмінно утворювалися щілини. Ця проблема була вирішена установкою замість 76-мм дивізійної гармати спеціальної самохідної 76,2-мм гармати С-1.

## Електрообладнання
Електрообладнання машини було виконано за однодротовою схемою. Напруга бортової мережі становила 12 В. Як джерела електроенергії використовувалися дві акумуляторні батареї ємністю 128 або 144 А•год і генератор «Бош» типу gtw (система потужністю 600 Вт з реле-регулятором)

## Засоби зв'язку
Оскільки на початку 1943 р. радіостанції були в дефіциті, їх встановлювали на кожну третю машину, тим більше, що більшість САУ надходили в навчальні підрозділи. Але вже з середини травня радіостанціями типу 9-Р забезпечували практично кожну СУ-76И (С-1).

## Випробовування та відправка у війська
Випробування проходили в околицях Свердловська пробігом по дорогах і сніжній цілині із застопореною і розстопореною гарматою.
Незважаючи на жорстокі погодні умови (вдень — відлига, а вночі — мороз, доходив до мінус 35 град.) машина показала себе добре, і 20 березня 1943 р. машина була рекомендована для прийняття на озброєння під індексом СУ-1, СУ-76 (З-1) або СУ-76И («Іноземна»).
Перші п'ять серійних САУ 3 квітня 1943 р. були відправлені в навчальний самохідно-артилерійський полк, дислокований у передмістях Свердловська (нині Єкатеринбург). За місяць служби машини «накатали» від 500 до 720 км та сприяли у навчанні понад 100 майбутніх самохідників. Відгуки про машині були добрими, й тільки труднощі запуску двигуна на морозі (для швидкого запуску часто доводилося заливати в карбюратори палаючий бензин) відзначалася всіма техніками як «недолік першої важливості».
Тим часом, за уточненими кресленнями завод розпочав виготовлення «фронтової» серії з 20 САУ, які здебільшого також потрапили в навчальні підрозділи. Лише з травня 1943 р. СУ-76 (З-1) почали надходити у війська.
- Наприкінці липня 1943 року, з досвіду застосування СУ-76И на Курській дузі, на хитному бронюванні установки було встановлено «броньовий відбивний щиток», призначення якого полягало в тому, щоб не допускати заклинювання гармати дрібними осколками і кулями через щілини.
- Тоді ж для збільшення запасу ходу самохідки почали оснащувати двома зовнішніми бензобаками, які встановлювались вздовж корми на легкоскидних кронштейнах. Запас ходу машини по шосе з використанням тільки основного паливного бака сягав 180 км (ємність основного паливного бака становила 320 л, зовнішніх — 120 л)

## Подальше виробництво
Виробництво СУ-76И було остаточно зупинено у кінці листопада 1943 року в користь СУ-76М, яка вже позбулася до того часу від своїх основних недоліків. Рішення про припинення виробництва СУ-76и було пов'язано, головним чином, через неможливість збільшення виробництва САУ, а також у передбаченні труднощів з ремонтом пошкоджених в боях САУ, оскільки потік захоплених шасі німецьких танків старих зразків не тільки не збільшувався, але і помітно скорочувався. Всього було випущено 201 САУ СУ-76И (включаючи 1 дослідну і 20 командирських), які взяли участь у боях 1943-44 рр., але через нечисленність і труднощів з запасними частинами досить швидко зникли з Червоної Армії.

## Збережені екземпляри

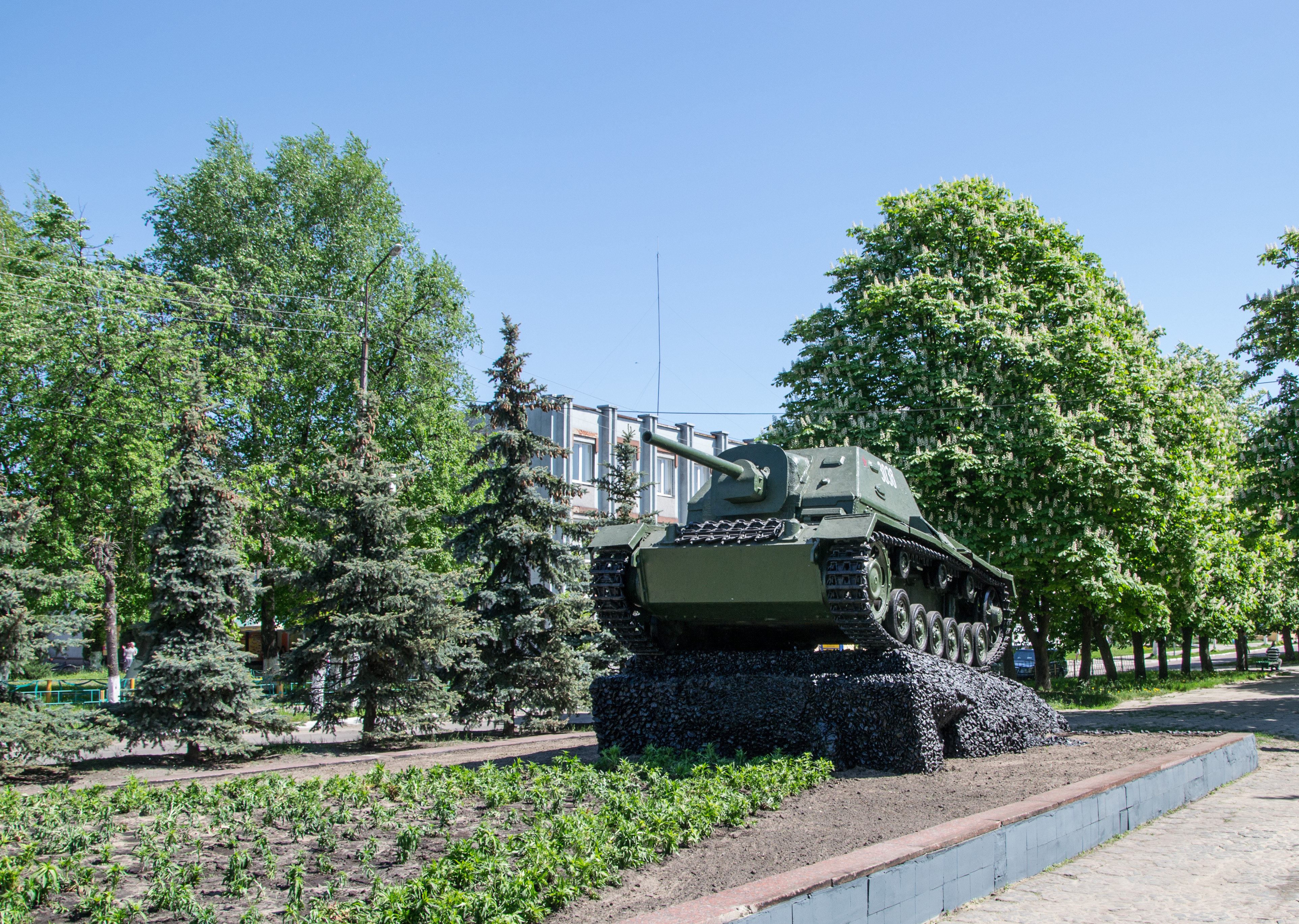
м. Сарни

- Сарни, постамент на площі Перемоги